# 戈登·汤姆森
戈登·汤姆森（英語：Gordon Thomson，1884年3月27日—1953年7月8日），英国男子赛艇运动员。他曾代表英国参加1908年夏季奥林匹克运动会赛艇比赛，获得男子双人单桨无舵手金牌和男子四人单桨无舵手银牌。